# Мартосы
Мартосы (укр. Мартоси) — дворянский род.
Потомство Василия Мартоса, по семейному преданию, «из древнего польского шляхетства». Сын его Мартын был сотником Лохвицким (1693—1698) и затем Лубенским полковым судьей.
Род Мартосов внесен во II часть родословной книги Херсонской губернии.

## Известные представители
- Афанасий (Мартос) (1904—1983) — епископ Русской Православной Церкви за границей, архиепископ Буэнос-Айресский и Аргентинский.
- Иван Романович Мартос (1760—1831) — писатель, масон[1]
- Мартос, Иван Петрович — российский скульптор-монументалист.
  - Мартос, Алексей Иванович — сын скульптора Ивана Петровича Мартоса. Писатель, мемуарист.
- Мартос, Николай Николаевич — генерал.
- Мартос, Борис Николаевич — премьер Украинской народной республики в 1919 году.